# 豊田市こども図書室

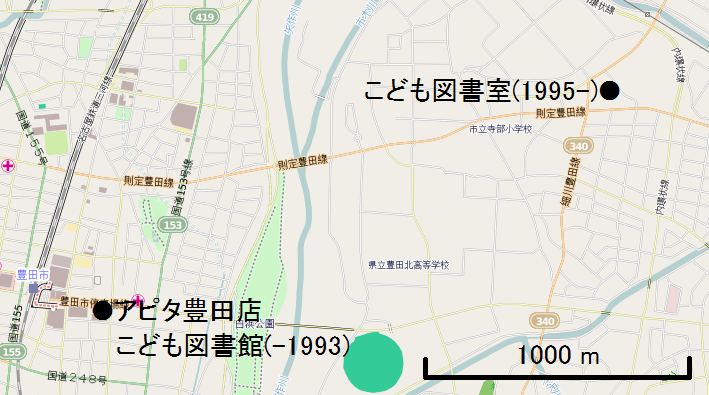
「アピタ豊田店こども図書館」と「豊田市こども図書室」の位置関係

豊田市こども図書室（とよたしこどもとしょしつ）は、愛知県豊田市にある公共図書館。豊田市中央図書館の唯一の分館である。

## 概要
前身は1993年（平成5年）までアピタ豊田店にあった私設図書館「こども図書館」。この私設図書館の閉館を機に、1995年（平成7年）に高橋地区の旧高橋公民館に移転。豊田市から運営資金の援助を受けつつ市民ボランティアが運営していたが、2007年（平成19年）には豊田市中央図書館条例が改正されて正式に豊田市中央図書館の分館に位置付けられた。

## 歴史

### 私設図書館「こども図書館」（ - 1993年）
名鉄三河線 豊田市駅東側（今日のコモ・スクエアEASTの場所）にあったスーパーマーケット「アピタ豊田店」は、店内の6階の一部を用いて児童図書館「こども図書館」を運営し、無料で絵本や児童書を貸出していた。しかし、不況のあおりでアピタ豊田店は年間1,000万円の運営資金を供出できなくなり、児童図書館は1993年（平成5年）12月25日限りで閉鎖された。閉鎖時点では蔵書約12,000冊を有し、約12,000人が児童図書館に登録していた。アピタ豊田店は児童図書館の運営を愛知県名古屋市千種区の児童書専門店に委託していた。

### こども図書室（1995年 - 2007年）
アピタ豊田店の児童図書館が閉鎖されたのを機に、市民グループ（後の「こども図書室ボランティア」）が蔵書を残そうと運動を行い、アピタ豊田店から図書と書架の寄贈を受けた。豊田市は図書室がなかった高橋地区の旧高橋公民館の一部を無償で提供し、さらに年間300 - 400万円の資金援助を行い、1995年（平成7年）3月にこの場所にこども図書室が開館した。当初、豊田市は1998年（平成10年）の豊田市中央図書館開館を機にこども図書室への支援を打ち切る予定だったが、「こども図書室ボランティア」が想定以上に活発な活動を行ったことから、支援の打ち切りは行わなかった。

### 分館「豊田市こども図書室」（2007年 - ）
NPO法人資格などを持たない任意団体に対して予算を支出することが問題化し、さらに豊田市各地の交流館に図書室が整備されたことから、2005年（平成17年）夏以降には豊田市中央図書館と「こども図書室ボランティア」の間で支援のあり方をめぐる協議が行われた。2007年（平成19年）には「こども図書室ボランティア」が「子どもの読書活動優秀実践団体」の文部科学大臣賞を受けたこともあり、同年12月には豊田市中央図書館条例でこども図書室が豊田市中央図書館の分館（図書館法における図書館）に位置付けられた。
2012年（平成24年）度の利用者数は約13,900人、2014年（平成26年）度は17,700人だった。2015年（平成27年）3月26日には開館20周年記念式典が開催された。同時期の蔵書数は約24,000冊。こども図書室の休館日は月曜日と火曜日である。

## 活動
こども図書室の開館時間は10時 - 16時。休館日は月曜日、火曜日、年末年始。こども図書室で貸出した図書を豊田市中央図書館やネットワーク館で返却することはできるが、中央図書館やネットワーク館で貸出した図書をこども図書室で返却することはできない。こども図書室では児童書の貸出のほかに、ボランティアの読書相談員による図書選びや読書相談、年代別のおはなし会を開催している。

### 読書相談
- 第1・3木曜日の10時 - 13時
- 第2・4土曜日の13時 - 16時

### おはなし会
- 児童向けおはなし会：第1・3水曜日の11時15分 - 11時45分
- 乳児向けおはなし会：第2・4水曜日の11時15分 - 11時45分
- おはなし会：毎週土曜日の14時 - 15時
- 小学生向け昔話：第1・3日曜日の14時 - 14時30分